# Болотников, Игорь Михайлович
Игорь Михайлович Боло́тников (21 августа 1917, Москва — 21 марта 1984, Москва) — советский учёный в области звукотехники для кинематографии.

## Биография
Игорь Болотников родился 9 (21) августа 1917 года. Он окончил Московский институт инженеров связи (1941).
В 1940—1942 годах работал в НИИ киностроительства. В 1942—1945 годах служил в РККА, участник войны.
С 1945 года — в НИКФИ, в период с 1963 по 1973 годы — заместитель директора института по научной работе. 
Кандидат технических наук (1956). Основные труды были посвящены разработке и усовершенствованию характеристик кинотеатральных и киностудийных громкоговорителей.

## Награды
- Ленинская премия (1962) — за участие в разработке комплексной системы и комплекта акустического и звукотехнического оборудования залов в ГКД.
- Сталинская премия третьей степени (1949) — за создание новой системы воспроизведения звука, обеспечившей высокое качество звучания при демонстрациях фильмов
- Два ордена Красной Звезды (9.10.1944 и 5.6.1945)[2]